# 정상JLS
정상JLS는 대한민국의 초·중등생을 대상으로 활용 위주 오프라인 영어 교육 서비스 기업이다.

## 역사
학원법 및 평생교육법에 근거하여 어학교육업 및 온라인교육업 등 학원사업 등을 영위할 목적으로 1986년 9월에 대치정상어학원(JLS)으로 시작하였으며 2007년 12월 통신장비업체 우리별텔레콤과 합병을 통해 우회상장하였다.
2019년 국세청이 회사를 상대로 고강도 세무조사를 실시한 적이 있다
현재, 많은 분원이 있다.